# سانت کوگات دل بایس
سانت کوگات دل بایِس
(کاتالان: Sant Cugat del Vallès تلفظ در کاتالان: [ˌsaŋ kuˈɣad dəl βəˈʎɛs]) شهری اعیان‌نشین در پادشاهی اسپانیا است که در استان بارسلون در منطقه خودگردان کاتالونیا واقع شده‌است. این شهر در شمال پارک طبیعی سرا د کویسرولا قرار دارد و فاصله آن از مرکز شهر بارسلون تنها ۲۰ کیلومتر است. سانت کوگات ۴۸،۲ کیلومتر مربع وسعت دارد و جمعیت آن در سال ۲۰۱۸ میلادی ۹۰،۶۶۴ نفر بوده‌است.

## نام‌شناسی
اسم این شهر از نام کوکوفوس، قدیسی که گفته شده در قرن ۴ میلادی در محل صومعهٔ قرون‌وسطایی این شهر به شهادت رسیده، برگرفته شده‌است. بخش دوم نام این شهر، بایس نیز به منطقهٔ تاریخی اشاره دارد که شهر سانت کوگات در آن قرار گرفته است.

## خصوصیات
سانت کوگات دل بایس ۴۸٫۳۲ کیلومترمربع مساحت و ۸۴٬۹۴۶ نفر جمعیت دارد و ۱۲۴ متر بالاتر از سطح دریا واقع شده‌است.